# Michelle Jenneke
Michelle « Shelly » Jenneke née le 23 juin 1993 à Kenthurst en Nouvelle-Galles du Sud, est une athlète australienne.

## Carrière
Depuis l'âge de 9 ans elle s'entraîne au Cherrybrook Athletics Club. Spécialiste des haies, elle détient la plupart des records de son club.
En 2010, Michelle Jenneke participa aux Jeux olympiques de la jeunesse à Singapour. Elle termina deuxième du 100 m haies. Elle prit part également à la course relais filles où son équipe termina quatrième.
Le 15 juillet 2012 Michelle Jenneke courut le 100 m haies aux Championnats du monde juniors d'athlétisme qui se sont déroulés à Barcelone. Elle remporta la course de qualification, mais termina cinquième lors de la finale.

## Palmarès
| Date | Compétition                    | Lieu       | Résultat | Épreuve     | Temps   |
| ---- | ------------------------------ | ---------- | -------- | ----------- | ------- |
| 2010 | Jeux olympiques de la jeunesse | Singapour  | 2e       | 100 m haies | 13 s 46 |
| 2012 | Championnats du monde juniors  | Barcelone  | 5e       | 100 m haies | 13 s 54 |
| 2014 | Jeux du Commonwealth           | Glasgow    | 5e       | 100 m haies | 13 s 36 |
| 2015 | Universiade                    | Gwangju    | 3e       | 100 m haies | 12 s 94 |
| 2017 | Universiade                    | Taipei     | 8e       | 100 m haies | 14 s 82 |
| 2018 | Jeux du Commonwealth           | Gold Coast | 4e       | 100 m haies | 13 s 07 |
| 2018 | Coupe continentale             | Ostrava    | 8e       | 100 m haies | 13 s 50 |
| 2019 | Championnats d'Océanie         | Townsville | 3e       | 100 m haies | 13 s 81 |
| 2022 | Championnats d'Océanie         | Mackay     | 2e       | 100 m haies | 12 s 95 |
| 2022 | Jeux du Commonwealth           | Birmingham | 5e       | 100 m haies | 12 s 68 |

## Records
| Épreuve     | Épreuve   | Temps   | Lieu    | Date            |
| ----------- | --------- | ------- | ------- | --------------- |
| 60 m haies  | En salle  | 7 s 89  | Berlin  | 10 février 2023 |
| 100 m haies | Plein air | 12 s 65 | Hengelo | 7 juillet 2024  |

## Couverture médiatique
Bien qu'elle n'ait pas remporté de titre aux 100 m haies lors des championnats du monde juniors d'athlétisme le 15 juillet 2012 à Barcelone, elle fit sensation par une vidéo, postée sur le réseau social YouTube, montrant son échauffement avant la course de qualification, puis la course elle-même, qu'elle remporta sans difficulté,. Elle a été classée dixième parmi les 99 femmes les plus désirables de 2013 selon AskMen et figure sur Sports Illustrated Swimsuit Issue de 2013,.